# Koczani
Koczani lub Kočani (mac. Кочани) – miasto we wschodniej Macedonii Północnej, nad Bregałnicą w kotlinie Kočansko Pole. Ośrodek administracyjny gminy Koczani.

## Podstawowe dane
- liczba mieszkańców (2002) – 28 330 osób (91% Macedończyków, 6,5% Cyganów)
- wysokość – 333 m n.p.m.

## Historia
Osadnictwo z czasów rzymskich i bizantyjskich w okolicy Kočani zostało poświadczone przez wykopaliska. Pierwsza pisemna wzmianka o mieście pochodzi z 1337. W początkach XV wieku miasto zdobyli Turcy. Miasto rozwijało się do XVII wieku, zaś XVIII i XIX wiek były okresem upadku. Ponowny rozwój Kočani datuje się od końca XIX wieku, a szybszy – od wybudowania w 1926 linii kolejowej łączącej je ze Sztipem i Wełes.

## Zabytki
W mieście zachowały się dwie wieże – rezydencje z XVI–XVII wieku. Więcej zabytków znajduje się w okolicy – m.in. monastery we wsiach Morodviz i Pantełej.

## Miasta partnerskie
- Mszczonów
- Szigetszentmiklós